# República Democrática do Afeganistão
A República Democrática do Afeganistão (RDA), rebatizada República do Afeganistão em 1986, existiu de 1978 a 1992, período durante o qual o Partido Democrático do Povo do Afeganistão (PDPA) socialista governou o Afeganistão.
O PDPA chegou ao poder através de um golpe militar conhecido como a Revolução de Saur, que depôs o governo de Mohammed Daoud Khan. Daoud foi sucedido por Nur Muhammad Taraki como Chefe de Estado e de Governo a 30 de abril de 1978. Taraki e Hafizullah Amin, o organizador da Revolução de Saur, introduziram várias reformas controversas durante o seu governo, tais como a reforma agrária e matrimonial. Amin também acrescentou reformas introduzidas por Daoud, tais como a educação universal e a igualdade de direitos para as mulheres. Pouco após tomar o poder, começou uma luta pelo poder entre a facção Khalq liderada por Taraki e Amin e a facção Parcham liderada por Babrak Karmal. Os Khalqistas venceram e os Parchamitas foram expurgados do partido. Os líderes Parcham mais proeminentes foram exilados para o Bloco de Leste e para a União Soviética.
Após a luta Khalq–Parcham, começou uma disputa pelo poder dentro da facção Khalq entre Taraki e Amin. Amin disputa a luta, e Taraki foi morto, às suas ordens. O seu governo revelou-se impopular no seu próprio país (neste devido às reformas mencionadas anteriormente) e na União Soviética. A União Soviética interveio, apoiada pelo governo afegão, em dezembro de 1979, e a 27 de dezembro Amin foi assassinado pelas forças militares soviéticas. Karmal tornou-se o líder do Afeganistão, no seu lugar. A era Karmal, que durou de 1979 a 1986, é mais conhecida pelo esforço de guerra soviético no Afeganistão contra os insurgentes mujahidin afegãos. A guerra resultou em grandes números de baixas civis, bem como em milhões de refugiados que fugiram para o Paquistão e Irão. Os Princípios Fundamentais, uma constituição, foi introduzida pelo governo em abril de 1980, e vários não membros do PDPA foram autorizados a entrar no governo como parte da política do governo de alargar a sua base de apoio. As políticas de Karmal não conseguiram trazer a paz ao país devastado pela guerra, e em 1986 ele foi sucedido como Secretário-Geral do PDPA por Mohammad Najibullah.
Najibullah prosseguiu uma política de Reconciliação Nacional com a oposição, foi introduzida uma nova constituição afegã em 1987, sendo realizadas eleições democráticas em 1988 (que foram boicotadas pelos mujahidin). Após a retirada soviética do Afeganistão em 1988–1989, o governo enfrentou uma resistência crescente. O ano 1990 provou ser de mudança na política afegã: foi introduzida uma nova constituição, que afirmava que o Afeganistão era uma república islâmica, e o PDPA foi transformado no Partido Watan, que sobreviveu até hoje como o Partido Watan Democrático. Na frente militar, o governo mostrou-se capaz de derrotar a oposição armada em batalha aberta, como na Batalha de Jalalabad. Contudo, com uma oposição armada agressiva, dificuldades internas como uma tentativa falhada de golpe pela facção Khalq em 1990 e a dissolução da União Soviética em 1991, o governo Najibullah entrou em colapso em abril de 1992.
Geograficamente, a RDA fazia fronteira com o Paquistão a sul e a leste, com o Irão a oeste, com a União Soviética (através das RSS do Turcomenistão, do Uzbequistão e do Tajiquistão) a norte, e com a China no extremo nordeste; tinha um território de 652 000 km2.

## História

### A Revolução de Saur e Taraki: 1978-1979

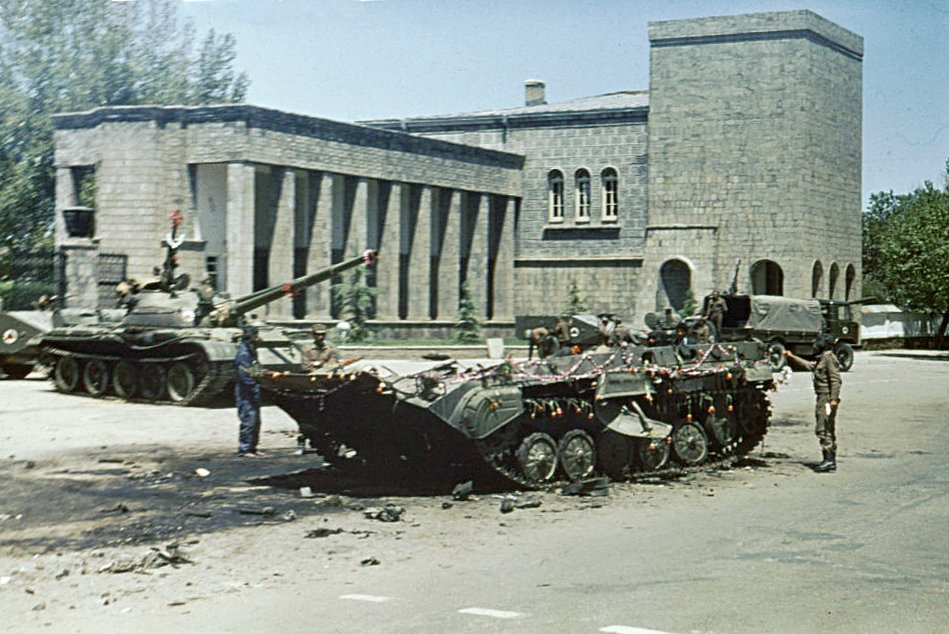
28 de Abril de 1978, um dia depois da Revolução de Saur em Kabul

Mohammed Daoud Khan, Presidente da República do Afeganistão de 1973 a 1978, foi deposto durante a Revolução de Saur (ou Revolução de Abril) após a morte de Mir Akbar Khyber, um político parchamita do Partido Democrático do Povo do Afeganistão (PDPA), que morreu em circunstâncias misteriosas. Hafizullah Amin, um Khalq, foi o principal arquiteto do golpe. Nur Muhammad Taraki, o líder dos Khalqistas, foi eleito Presidente do Presidium do Conselho Revolucionário, Presidente do Conselho de Ministros e manteve o seu cargo de Secretário-Geral do Comité Central do PDPA. Sob o seu comando esteve Babrak Karmal, o líder da facção Parcham, como Vice-Presidente do Conselho Revolucionário e Vice-Presidente do Conselho de Ministros, Amin como Vice-Presidente do Conselho de Ministros e Ministro dos Negócios Estrangeiros e Mohammad Aslam Watanjar como Vice-Presidente do Conselho de Ministros. A nomeação de Karmal, Amin e Watanjar como vice-presidentes do Conselho de Ministros revelou-se instável, e levou ao estabelecimento de três governos diferentes dentro do governo; a facção Khalq respondia perante Amin, os Parchamitas respondiam perante Karmal e os oficiais militares (que eram Parchamitas) respondiam perante Watanjar.
O primeiro conflito entre os khalqistas e os parchamitas surgiu quando os khalqistas quiseram dar a participação no Comité Central do PDPA a oficiais militares que participaram na Revolução de Saur. Amin, que anteriormente se opunha à nomeação de oficiais militares para a liderança do PDPA, alterou a sua posição; nesta altura, apoiou a sua elevação. O Politburo do PDPA votou a favor da adesão dos oficiais militares; os vencedores (os Khalqistas) retrataram os Parchamitas como oportunistas (deram a entender que os Parchamitas "surfaram na onda revolucionária", mas na realidade não participaram na revolução). O termo Parcham era, segundo Taraki, uma palavra sinónima de faccionalismo. A 27 de junho, três meses após a revolução, Amin conseguiu vencer os Parchamitas numa reunião do Comité Central. A reunião decidiu que os Khalqistas tinham o direito exclusivo de formular e decidir políticas, o que deixou os Parchamitas impotentes. Karmal foi exilado. Mais tarde, um golpe planeado pelos Parchamitas, e liderado por Karmal, foi descoberto pela liderança Khalqista. A descoberta do golpe provocou uma reação rápida; e começou um saneamento dos Parchamitas. Os embaixadores parchamitas foram chamados de volta, mas poucos regressaram; por exemplo, Karmal e Mohammad Najibullah permaneceram nos seus respetivos países.
Durante o domínio de Taraki, foi introduzida uma reforma agrária impopular, que levou à requisição de terras pelo governo sem compensação; perturbou as linhas de crédito e levou a alguns boicotes por parte dos compradores de colheitas dos beneficiários da reforma, levando a que as colheitas agrícolas caíssem a pique e o descontentamento crescesse entre os afegãos. Quando Taraki se apercebeu do grau de insatisfação popular com a reforma, começou a reduzir a política. A longa história de resistência do Afeganistão a qualquer tipo de forte controlo governamental centralizado é apontada como algo que minou ainda mais a sua autoridade. Consequentemente, grande parte da reforma agrária não foi efetivamente implementada a nível nacional. Houve também durante esses anos um forte aumento da repressão política no país, atingindo entre 10 000 e mais de 27 000 presos políticos em 1979. Nos meses que se seguiram ao golpe, Taraki e outros líderes partidários iniciaram outras políticas que desafiavam tanto os valores tradicionais afegãos como as estruturas de poder tradicionais bem estabelecidas nas zonas rurais. Taraki introduziu as mulheres na vida política e legislou um fim ao casamento forçado. A força da reação antirreforma acabaria por levar à Guerra Civil Afegã.

### Intervenção Soviética

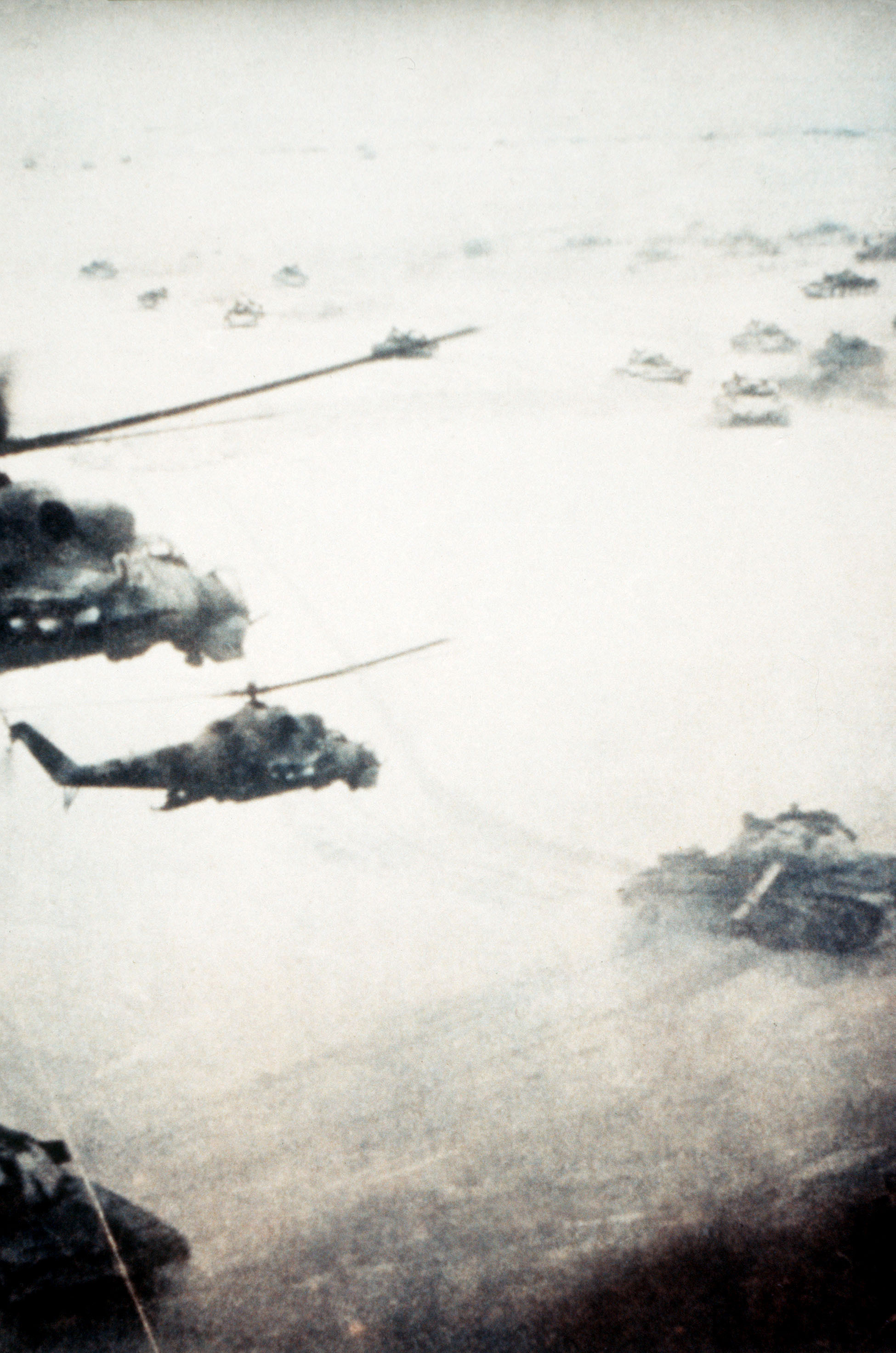
Forças soviéticas terrestres em ação durante a realização de uma operação ofensiva contra a resistência islâmica, o Mujahideen

O Exército Vermelho invadiu o Afeganistão em 25 de dezembro de 1979, no ano seguinte ao golpe de Estado comunista, com o objetivo de derrubar o Presidente Hafizullah Amin, considerado incapaz de enfrentar os rebeldes mujahidin e cuja lealdade à União Soviética havia sido posta em dúvida. Executado por ordem de um "Comitê Central Revolucionário Afegão" (embora possivelmente tenha sido morto durante o assalto dos Spetsnaz ao palácio presidencial, conhecida como Operação Shtorm-333), Amin foi substituído por Babrak Karmal. A União Soviética justificou a necessidade da intervenção com o argumento de preservar o Estado comunista afegão dos ataques dos mujahidin e de manter a paz na Ásia Central. Alguns observadores acrescentam que outro motivo pode ter sido a presença de petróleo na região, num momento em que a Revolução Iraniana provocava o segundo choque do petróleo.
Em dezembro de 1979, tropas soviéticas tomaram diversas cidades afegãs, enquanto que forças aerotransportadas ocupavam áreas urbanas e aeródromos no centro do país.
Durante os três primeiros anos da invasão, os soviéticos tiveram que lidar com a deserção de dois-terços do exército regular afegão, o que ajudou os mujahidin a manter sob seu controle 80% do território afegão. Com isso, os soviéticos, que mantiveram sob seu poder apenas as principais cidades, passaram a empreender apenas operações pontuais, a proteger comboios e a instalar minas antipessoais.
Em 1984, as tropas soviéticas contavam 250 000 homens.
Em 1986, os soviéticos substituíram Karmal por Mohammed Najibullah na chefia do governo afegão. Najibullah procurou negociar com os rebeldes um processo de reconciliação nacional. Enquanto isto, os soviéticos atacavam os pontos fortes afegãos com helicópteros MI-24 Hind e caças-bombardeiros e as Spetsnaz sofriam baixas severas em terra.
Naquele ano, os mujahidin começaram a receber mísseis solo-ar FIM-92 Stinger, o que levou os soviéticos a perder o controle dos céus. Em 1988, Mikhail Gorbatchev decidiu retirar as tropas soviéticas, com base numa trégua negociada com Ahmed Chah Massoud, um dos chefes dos insurgentes. Um ano mais tarde, em 15 de fevereiro de 1989, as últimas forças militares soviéticas abandonaram o Afeganistão.
Logo em seguida, instalou-se uma guerra civil entre as diferentes facções armadas dos mujahidin e o exército do governo comunista do Presidente Mohammed Nadjibullah.

### Colapso do governo

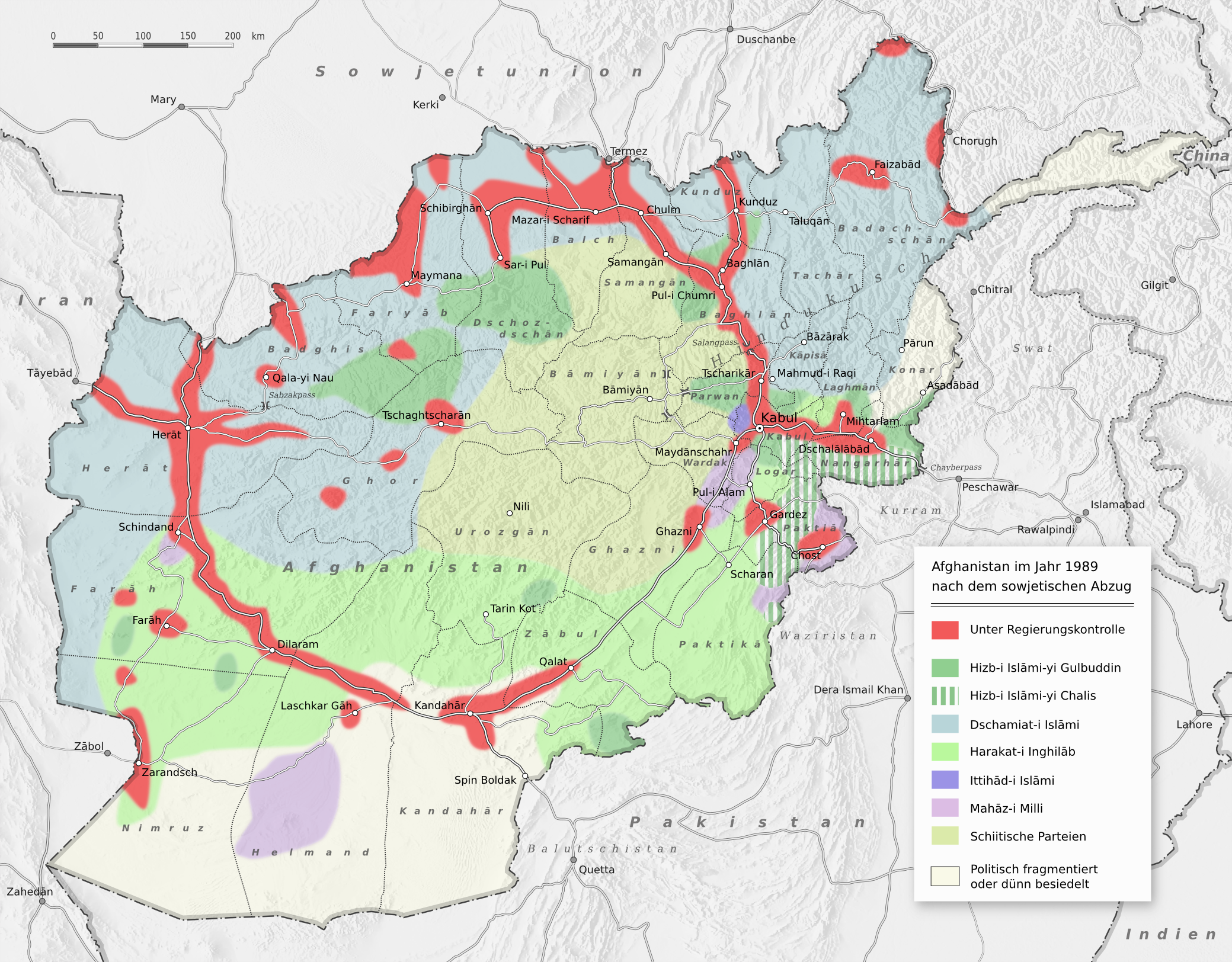
Situação política do Afeganistão após a retirada soviética no início de 1989. A área em vermelho é a de controle do governo comunista, o restante do país é controlado pelos mujahidin.

O período de 1989 a 1992, da assim chamada Guerra Civil Afegã, começou depois que os soviéticos se retiraram do Afeganistão, deixando os comunistas afegãos a defender-se contra os mujahideen. Surpreendentemente, o regime sobreviveu à retirada dos soviéticos e à progressiva redução da ajuda econômica e militar. Esse fato é explicado pela grande quantidade de equipamento militar e apoio logístico prestado pela URSS. Em 1989, as milícias do exército e pró-governo ainda tinha 1 568 tanques, 828 veículos blindados, 4 880 peças de artilharia, 126 caças-bombardeiros e 14 helicópteros de ataque. Grande parte do equipamento militar pertencentes às unidades soviéticas evacuadas da Europa Oriental foi fornecido para o Afeganistão, como um suprimento garantido. A República Democrática do Afeganistão também continuou a receber ajuda maciça da URSS, no valor entre dois e seis bilhões de dólares por ano e conselheiros militares soviéticos ainda estavam presentes em Afeganistão. Esta enorme quantidade de poder de fogo era o suficiente para manter em xeque o mujahideen. Havia também as milícias pró-governo, o mais eficaz foi a milícia Abdul Rashid Dostum Jozjani, oficialmente chamado de Divisão de Infantaria. Com 40 000 homens tirados da minoria usbeque, ela tomou suas ordens diretamente de Najibullah, que o usou como uma reserva estratégica. Depois de 1989, essa força era a única capaz de conduzir operações ofensivas. A capital Cabul se transformara numa cidade-Estado, onde refugiados do campo e segmentos urbanos apoiavam o governo. O controle das grandes cidades afegãs continuava sob os comunistas e isso se manteve até a queda de Cabul, em 1992. Com a dissolução da União Soviética a ajuda militar e econômica foi completamente cortada, levando ao colapso do governo, em abril de 1992.

## Política

### Sistema político
O Partido Democrático do Povo do Afeganistão descreveu a Revolução de Saur como uma revolução democrática que significou "uma vitória do honrado povo trabalhador do Afeganistão" e a "manifestação da vontade e interesses reais dos trabalhadores, camponeses e trabalhadores rurais". Enquanto se proclamava a ideia de levar o Afeganistão em direção ao socialismo, completar a tarefa era visto como um caminho árduo. Assim, o Ministro dos Negócios Estrangeiros do Afeganistão comentou que o Afeganistão era uma república democrática, mas ainda não socialista, enquanto um membro do Politburo do Partido Democrático do Povo do Afeganistão previu que "o Afeganistão não verá o socialismo na minha vida", numa entrevista a um jornalista britânico em 1981.
O Afeganistão foi considerado pela União Soviética como um Estado de orientação socialista. Os soviéticos, em meados de 1979, proclamaram inicialmente o Afeganistão não como um mero aliado progressista, mas como um membro de pleno direito da comunidade socialista de nações. Em contraste, a retórica soviética mais tarde referiu-se invariavelmente à Revolução de Saur como uma viragem democrática, mas deixou de reconhecer uma sociedade socialista.
Sob o Hafizullah Amin, foi criada uma comissão com a incumbência de trabalhar numa nova constituição. Havia 65 membros desta comissão, e eles vinham de todos os setores da vida. Devido à sua morte, a sua constituição nunca foi concluída. Em abril de 1980, sob Babrak Karmal, os Princípios Fundamentais da República Democrática do Afeganistão foram tornados lei. A constituição era desprovida de quaisquer referências ao socialismo ou ao comunismo, e em vez disso punha ênfase na independência, no islamismo e na democracia liberal. A religião devia ser respeitada, sendo exceção quando a religião ameaçava a segurança da sociedade. Os Princípios Fundamentais eram, em muitos aspetos, semelhantes aos da constituição de Mohammed Daoud Khan de 1977. Embora a ideologia oficial tenha sido desvalorizada, o PDPA não perdeu o seu monopólio do poder, e o Conselho Revolucionário continuou a ser governado através do seu Presidium, a maioria dos membros do Presidium eram do Politburo do PDPA. O governo Karmal foi "uma nova fase evolucionária da grande Revolução de Saur". Os Princípios Fundamentais não foram implementados na prática, sendo substituídos pela constituição de 1987 numa Loya Jirga sob Mohammad Najibullah, mas não tiveram o apoio dos partidos da oposição. Os princípios islâmicos foram incorporados na constituição de 1987. Por exemplo, o Artigo 2 da constituição declarou que o Islão era a religião estatal, e o Artigo 73 declarou que o chefe de estado tinha de nascer numa família afegã muçulmana. Em 1990, a Constituição de 1987 foi alterada para declarar que o Afeganistão era uma república islâmica, e as últimas referências ao comunismo foram removidas. O Artigo 1 da Constituição emendada dizia que o Afeganistão era um "Estado independente, unitário e islâmico".
A Constituição de 1987 liberalizou o panorama político em áreas sob controlo governamental. Os partidos políticos podiam ser estabelecidos desde que se opusessem ao colonialismo, imperialismo, neocolonialismo, sionismo, racismo, apartheid e fascismo. O Conselho Revolucionário foi abolido, e substituído pela Assembleia Nacional do Afeganistão, um parlamento democraticamente eleito. O governo anunciou a sua vontade de partilhar o poder, e formar um governo de coligação. O novo parlamento era bicameral, e consistia num Senado (Sena) e numa Câmara dos Representantes (Wolesi Jirga). O presidente deveria ser eleito indiretamente para um mandato de 7 anos. Em 1988 realizou-se uma eleição parlamentar. O PDPA ganhou 46 lugares na Câmara dos Representantes e controlou o governo com o apoio da Frente Nacional, que ganhou 45 lugares, e de vários partidos de esquerda recentemente reconhecidos, que ganharam um total de 24 lugares. Embora a eleição tenha sido boicotada pelos Mujahidin, o governo deixou 50 dos 234 lugares na Câmara dos Representantes, bem como um pequeno número de lugares no Senado, vagos na esperança de que os guerrilheiros acabassem com a sua luta armada e participassem no governo. O único partido armado da oposição a fazer a paz com o governo foi o Hezbollah, um pequeno partido xiita que não deve ser confundido com o partido maior no Irão.
O Conselho de Ministros era o gabinete afegão, e o seu presidente era o chefe de governo. Era o órgão governamental mais importante do Afeganistão do PDPA, e dirigia os ministérios governamentais. O Conselho de Ministros era responsável perante o Presidium do Conselho Revolucionário, e após a adoção da Constituição de 1987, perante o Presidente e a Câmara dos Representantes. Entre os dois órgãos, parece ter havido uma partilha deliberada do poder; poucos membros do Presidium eram ministros. Foi o PDPA (talvez com o envolvimento dos soviéticos) que nomeou e decidiu a composição do Conselho de Ministros. De acordo com um dissidente afegão, que trabalhara anteriormente no gabinete do Presidente do Conselho de Ministros, todos os tópicos em discussão no Conselho de Ministros tinham de ser aprovados pelos soviéticos. Sob Karmal, os Khalqist's foram purgados e substituídos pela maioria de Parcham no Conselho de Ministros. Dos 24 membros do Conselho de Ministros sob a presidência de Karmal, apenas quatro eram Khalqistas.

#### O PDPA

Emblema do PDPA

A constituição do PDPA foi escrita durante o Primeiro Congresso do partido, em 1965. A constituição regulava todas as atividades do partido, e modelou-se a si própria após o modelo do partido leninista; o partido baseava-se nos princípios do centralismo democrático. O marxismo-leninismo era a ideologia oficial do partido. Em teoria, o Comité Central governava o Afeganistão, elegendo os membros para o Conselho Revolucionário, Secretariado e Politburo, os principais órgãos de decisão do Estado e do partido. Após a intervenção soviética, os poderes do PDPA diminuíram devido ao aumento da impopularidade do governo entre as massas. Os conselheiros soviéticos assumiram quase todos os aspetos da administração afegã — para críticos, os afegãos tornaram-se os conselheiros e os soviéticos os que recebiam os conselhos. Ao tentar retratar o novo governo como uma coligação Khalq-Parcham, a maioria dos membros (boa parte dos quais eram Khalqistas), expressaram descrença. Na altura da tomada do Estado e do partido pelos parchamitas, estimava-se que 80 por cento dos oficiais militares eram khalqistas.
Na história do partido, apenas dois congressos foram realizados; o Congresso fundador em 1965 e o Segundo Congresso em junho de 1990, que transformou o PDPA no Partido Watan, que sobreviveu até hoje sob a forma do Partido Watan Democrático. O Segundo Congresso renomeou o partido, e tentou revitalizá-lo ao admitir erros do passado e ao evoluir ideologicamente. Foi atribuído à política de reconciliação nacional um papel ideológico importante, dado que o partido procurava agora uma solução pacífica para o conflito. A luta de classes foi ainda enfatizada. O partido também decidiu apoiar, e continuar a desenvolver, a economia de mercado no Afeganistão.

##### Facções
- A facção de Khalq era a mais militante das duas. Era mais revolucionária, e acreditava numa forma mais pura de marxismo-leninismo do que a de Parcham.[44] Após a intervenção soviética, a liderança Khalqi de Taraki e Amin tinha sido praticamente expulsa. Mas, vários funcionários de nível baixo e médio ainda estavam presentes no PDPA, e ainda formavam uma maioria nas forças armadas; a facção Khalq ainda conseguiu criar um sentido de coesão. Embora marxistas-leninistas, muitos deles ficaram furiosos com a intervenção soviética, e com as políticas pró-parchamitas dos soviéticos.[45] Taraki, num discurso, disse: "Defenderemos a nossa política não alinhada e a nossa independência com todo o valor. Não daremos nem um centímetro de terra a ninguém e não seremos ditados na nossa política externa [nem] aceitaremos as ordens de ninguém a este respeito". Embora não fosse claro para quem Taraki apontava, a União Soviética era o único país vizinho do Afeganistão que tinha a força para ocupar o país.[46]

Bandeira do PDPA

- A facção de Parcham era a mais moderada das duas, e era firmemente pró-soviética. Esta posição prejudicaria a sua popularidade quando chegasse ao poder na sequência da intervenção soviética. Antes da Revolução de Saur, a facção de Parcham tinha sido a facção preferida dos soviéticos.[47] Na sequência da tomada do poder pelos Parchamitas com a assistência soviética, a disciplina partidária estava em rutura devido à rixa Khalq-Parcham. Após o governo do PDPA ter ordenado a substituição de sete oficiais khalqistas por parchamitas, os sete oficiais enviaram de volta os substitutos pretendidos. Enquanto o governo Parchamita desistiu de tentar assumir as forças armadas, anunciou a execução de 13 oficiais que tinham trabalhado para Amin. Estas execuções levaram a três golpes Khalqistas falhados em junho, julho e outubro de 1980.[48] A imprensa ocidental, durante a purga anti-Parchamita de 1979, referiu-se à facção Parcham como "intelectuais socialistas moderados".[49]

Ao longo da história do PDPA houve também outras facções, tais como a facção Kar liderada por Dastagir Panjsheri, que mais tarde se tornou Khalqista, e Settam-e-Melli formada e liderada por Tahir Badakhshi. Settam-e-Melli fez parte da insurreição contra o PDPA. Em 1979, um grupo Settam-e-Melli matou Adolph Dubs, o embaixador dos Estados Unidos no Afeganistão. Ideologicamente, Settam-e-Melli era muito próximo da facção Khalqista, mas Settam-e-Melli opôs-se ao que viam como o "chauvinismo Pashtun" da facção Khalq. Settam-e-Melli seguiu o maoísmo. Quando Karmal subiu ao poder, a relação dos settamitas com o governo melhorou, principalmente devido à boa relação de Karmal com Badakhshi, que foi morto pelas forças governamentais em 1979. Em 1983 Bashir Baghlani, um membro Settam-e-Melli, foi nomeado Ministro da Justiça.

### Frente Nacional
Karmal tinha mencionado pela primeira vez a possibilidade de estabelecer uma "ampla frente nacional" em março de 1980, mas dada a situação em que o país se encontrava, a campanha para a criação de uma tal organização começou apenas em janeiro de 1981. Nesse mês realizou-se uma "manifestação espontânea" de apoio à criação de uma organização deste tipo. A primeira instituição pré-frente a ser criada foi um Jirgah tribal em maio de 1981 pelo Ministério dos Assuntos Tribais. Esta Jirgah tornou-se mais tarde membro da frente. A Frente Nacional da Pátria (FNP) realizou o seu congresso fundador em junho de 1981, após ter sido adiado em várias ocasiões. O congresso fundador, que estava planeado para durar quatro dias, durou apenas um. Um mês após a sua fundação, 27 membros seniores tinham sido assassinados pelos mujahidin. Devido a isto, a organização levou tempo a estabelecer-se; o seu primeiro Comité Provincial foi estabelecido em novembro, e o seu primeiro Jirgah em dezembro. Foi apenas em 1983 que a FNP se tornou uma organização ativa, e importante. O objetivo da FNP era estabelecer uma organização pró-PDPA para aqueles que não apoiavam ideologicamente o PDPA.
O seu primeiro líder foi Salah Mohammad Zeary, um político proeminente no seio do PDPA. A seleção do Zeary teve implicações mais vastas: o PDPA dominou todas as atividades da FNP. Oficialmente, a FNP tinha acumulado 700 000 membros após a sua fundação, que mais tarde aumentou para um milhão. A maioria dos seus membros eram já membros de organizações afiliadas, tais como o Conselho das Mulheres, a Organização Democrática da Juventude e os sindicatos, todos eles controlados pelo PDPA. Os números de membros foram, de qualquer modo, inflacionados: em 1984 a FNP tinha 67 000 membros, e em 1986 os seus membros atingiram um pico de 112 209. Em 1985, Zeary renunciou ao cargo de líder da FNP, sendo sucedido por Abdul Rahim Hatef, que não era membro do PDPA. A ascensão de Hatef revelou-se mais bem sucedida, e em 1985–86 a FNP conseguiu recrutar várias pessoas. A FNP foi rebatizada como Frente Nacional em 1987.

### Símbolos: bandeira e emblema
A 19 de outubro de 1978, o governo do PDPA introduziu uma nova bandeira, uma bandeira vermelha com um selo amarelo, e era semelhante às bandeiras das repúblicas soviéticas da Ásia Central. A nova bandeira suscitou ressentimento popular, muitos afegãos viram-na como prova da natureza secular do governo PDPA. Foi mostrada ao público pela primeira vez num comício oficial em Cabul. A bandeira vermelha introduzida sob Taraki foi substituída em 1980, pouco depois da intervenção soviética, pelas cores mais tradicionais: preto, vermelho e verde. A bandeira do PDPA, que era vermelha com um selo amarelo, foi mantida para enfatizar a diferença entre o partido e o estado para o povo afegão. A estrela vermelha, o livro e os símbolos comunistas, em geral, foram retirados da bandeira em 1987 sob o Najibullah.

O novo emblema, que substituiu o emblema da águia de Daoud, foi introduzido juntamente com a bandeira em 1978. Quando Karmal introduziu um novo emblema em 1980, disse "é do púlpito que milhares de fiéis são conduzidos para o caminho certo". O livro representado no emblema (e a bandeira) foi geralmente considerado o Das Kapital, uma obra de Karl Marx, e não o Alcorão, o texto central islâmico. O último emblema foi introduzido em 1987 pelo governo Najibullah. Este emblema foi, em contraste com os anteriores, influenciado pelo Islão. A Estrela Vermelha e o Das Kapital foram removidas do emblema (e da bandeira). O emblema retratava o mihrab, o minbar e o shahada, um credo islâmico.

## Leis
Duas semanas após a Revolução, a constituição de 1977 foi abolida e substituída por "As linhas de Trinta e Dois básicos" de deveres revolucionários para redigir uma nova Constituição, que foi criado para uma comissão especializada. Também foi criado uma Comissão de Direito, de conhecer as pessoas e garantir que a lei seja cumprida em todo o país (o Afeganistão sofria de uma deficiência crônica na aplicação da autoridade central por todo o país). No entanto, À medida que a insurgência islâmica evoluiu, houve violações dos direitos humanos pelas forças de segurança da República (especialmente o serviço de inteligência), e os islamitas.
Após a intervenção soviética, os Princípios Fundamentais da RDA promulgaram, uma lei fundamental afim de garantir os direitos dos cidadãos à vida, segurança, liberdade de expressão, associação e manifestação pacífica, desde que o PDPA como o único partido legal e do Conselho Revolucionário como o poder supremo do Estado e com o dever de se reunir pelo menos duas vezes por ano. Na economia era reconhecida três formas de propriedade: estatais, cooperativas e privadas, o controle estatal foi estabelecido sobre os recursos naturais. Era expressa o desejo de construir uma nação livre da exploração do homem pelo homem, e a bandeira foi mudada para uma mais tradicional.
Em 1987, o governo comunista promulgou uma nova constituição , que foi alterada em 1990. Esta carta aboliu o Conselho Revolucionário e restaurou a tradicional Loya Jirga e a Assembleia Nacional, além do islamismo como a religião oficial do Estado.

## Sociedade
O novo governo iniciou um programa de reforma que proibiu a usura, lançou uma campanha para a alfabetização, proibiu o cultivo de ópio, legalizou os sindicatos socialistas, a lei estabeleceu um salário mínimo e diminuiu entre 20% e 30% os preços dos itens necessidades.
Através de seus sindicatos, os trabalhadores podem negociar coletivamente com a gestão de empresas, o que melhora as vidas e trabalho. Em 1984, o Conselho de Ministros analisou e aprovou o direito do trabalho e projecto do decreto sobre a ordem de entrada dos trabalhadores do setor do estado em faculdades e médio especializado, desta forma, os trabalhadores foram treinados, com despesas pagas pelo Estado. Em 1985, os salários dos trabalhadores e dos funcionários foi aumentado em uma média de 26%, e as pessoas de baixa remuneração, por 40-50%. O estado subsidiados para manter os preços de bens básicos, como gasolina, o gasóleo, o querosene ou o açúcar, enquanto outros, como o trigo, a farinha e lenha é vendido a preços fixos.
Quanto aos direitos das mulheres, o regime socialista aboliu o dote, promoveu a integração das mulheres ao trabalho (245 000 trabalhadores e 40% dos médicos são mulheres) e alfabetização (feminino é reduzida de 98% para 75%, 60% do corpo docente da Universidade de Cabul eram mulheres, 440 000 mais mulheres que trabalham na educação e 80 000 participaram da campanha de alfabetização), 14 bem como a vida política. Decreto n º 7 de 17 out 1978 deu às mulheres direitos iguais aos dos homens. 15 O período da República Democrática foram as mulheres mais profissionais estavam no Afeganistão.
A taxa de mortalidade de crianças menores de 5 anos diminuiu de 380 em 1960 para 300 em 1988, 80% da população urbana pode acessar serviços de saúde, 63% das crianças carregam o ano escolar em 1985 - 87, a expectativa de vida de 33 anos em 1960 para 42 em 1988. Centenas de milhares de pessoas foram alfabetizadas. Aumentou em 50% o número de médicos, dobrou o total de leitos, foram criados para os jardins de infância pela primeira vez e casas de repouso para os trabalhadores.[carece de fontes?]
Foi realizada uma aplicação da rede de cura, mesmo em regiões rurais remotas. O acesso aos cuidados de saúde era pago pelo estado e os medicamentos são vendidos a preços acessíveis, e para os mais pobres, os medicamentos são entregues gratuitamente.
Foi fundada a Academia de Ciências (1980), 13 do Instituto Pedagógico (1987) e várias universidades: Balkh (1988), Herat (1988) e Kandahar (1990). Afeganistão enviado para o primeiro e único cosmonauta em sua história, Abdul Ahad Mohmand, em 1988. Também desenvolveu cinematografia nacional.
Inicialmente separou a religião e o Estado. Mais tarde, eles criaram um fundo estadual para a reparação e construção de mesquitas e anulou a desapropriação de terra excedente para o clero. A Constituição provisória de 1980 definiu a República Democrática do Afeganistão como "o trabalhador aldeia muçulmana inteira". Em 1987, o Islã foi restaurada como a religião oficial do Estado e o Talibã surgiu com a radicalização do islamismo tomando o poder em 1996.

## Economia[78]
Depois da revolução, o governo Taraki passou a nacionalizar setores estratégicos da economia e a realização de uma reforma agrária radical, que incluiu a formação de cooperativas agrícolas e da expropriação de terras dos latifundiários e sua distribuição entre os camponeses (o limite da propriedade privada da terra era de 6 hectares).
A proporção de indústrias extractivas e transformadoras cresceu de 3,3% do PIB em 1978, a 10% em 1985. No mesmo período, o investimento na indústria nacional passou dos 80% de todos os investimentos na economia nos 20 anos anteriores à Revolução. Em 1984, os investimentos em setores estatais e mistos aumentou em 50%. Nesse ano foi colocado em operação 100 novas empresas. Em 1984, as taxas de colheita ultrapassaram o período antes da Revolução.
O setor privado manteve-se. No governo Karmal é fundada a Câmara de Comércio e Indústria, com objetivo de reunir representantes de capitais privados, sob as quais operam mais de vinte associações comerciantes.
Com a ajuda da União Soviética no setor estatal da economia, foram construídos cerca de 200 empresas que fornecem o grosso da produção global. Entre elas estão as usinas hidrelétricas e Puli-Humri Naghlu, fábrica de fertilizantes de nitrogênio em Mazar-i-Sharif, uma empresa de panificação e casas fabricadas em Kabul.
Com créditos da Checoslováquia foi criada uma linha de trólebus em Cabul, equipada minas de carvão e construída uma fábrica de cimento em Herat. Com os da Bulgária , construída um galinheiro, as explorações de ovinos e de seda, construíram uma empresa de aves, produtos lácteos, tijolo e curtimento e duas empresas para o setor pesqueiro. A Alemanha Oriental participou da criação de uma central telefônica automática em Cabul, que estabeleceu as linhas de comunicação e a ampliação do sistema de fornecimento de electricidade em várias cidades. A Hungria participou da construção de uma empresa farmacêutica.
No início dos anos 80, o volume de comércio entre o Afeganistão e o Japão aumentaram 33% e ambos os países criaram comercial conjunta empresa Nichi-afegã limitada. Ao mesmo tempo, o comércio com a Índia aumentou em 50%. A guerra civil causou graves danos para a economia afegã. Somente até 1985 o número de perdas foi de 35 bilhões de afegãos.